# Sophie Panine
La comtesse Sophie Panine (en russe : Софья Владимировна Панина) (1871-1957), surnommée « la comtesse rouge », est une femme politique de la Russie d'avant la révolution d'Octobre.

## Biographie
Elle est née en 1871. Après avoir terminé ses études universitaires à Saint-Pétersbourg, elle fréquenta les cercles intellectuels d'opposition de la capitale. Extrêmement fortunée, elle possédait plusieurs domaines près de Moscou, dans les provinces de Smolensk et de Voronej, ainsi qu'un palais en Crimée, à Gaspra, où elle reçut entre autres Léon Tolstoï. Elle épousa un jeune officier, Alexandre Polovstov, en 1890. En 1896, cependant, elle divorça  et reprit son nom de jeune fille. Ils n'ont pas eu d'enfants, et elle ne s'est jamais officiellement remariée.
Elle fonda de plusieurs œuvres de bienfaisance, mais surtout devint mécène pour des artistes et des écrivains. Ilia Répine fit son portrait en 1909. Elle fonda des jardins d'enfants et des écoles primaires, notamment à Moscou, et participa à de nombreuses commissions et sociétés pour l'instruction féminine en particulier et l'instruction en général,.
Elle était membre du parti KD (cadet) et participa de ce fait à l'époque du gouvernement provisoire de Kerensky (après la révolution de février 1917) à des commissions ministérielles chargées de la culture et la science, en tant que secrétaire d'État au ministère de l'Éducation.
Elle fut arrêtée le 28 novembre 1917 par le nouveau pouvoir bolchévique. Elle a été jugée par le Tribunal révolutionnaire du Soviet de Petrograd le 10 décembre 1917 dans ce qui fut un des premiers procès politiques organisés par les bolcheviks. Elle était accusée d'avoir détourné 93 000 roubles du ministère de l'Éducation, ce qu'elle a nié. Elle a attiré l'attention nationale et internationale, ce qui s'est traduit notamment par la présence de John Reed et de Louise Bryant. Julia Cassady a décrit le procès comme montrant « la théâtralité naissante du tribunal bolchevique ». Sommée de rendre la somme d'argent citée dans l'accusation, elle a indiqué qu'elle avait déposé une telle somme d'argent dans une banque au nom de l'Assemblée constituante, et a insisté pour qu'elle ne soit remise qu'à l'Assemblée constituante. Le tribunal l'a reconnue coupable d'« opposition à l'autorité du peuple » et a décrété qu'elle devait remettre l'argent au Commissariat à l'éducation. Toutefois, compte tenu de ses bonnes actions antérieures, sa punition a été limitée à la censure publique. Après le procès, elle a refusé de remettre l'argent et a été remise en prison jusqu'à ce que ses amis aient payé les 93 000 roubles.
En 1918, elle a rejoint le général Anton Dénikine en Russie du Sud aux côtés d'autres cadets de premier plan, dont Nikolaï Ivanovitch Astrov. Bien qu'ils ne se soient jamais mariés, Astrov et Panine ont vécu ensemble jusqu'à la mort du premier en 1934. Elle voyagea avec lui à Paris pendant l'été 1919, représentant Anton Dénikine, et cherchant à obtenir un soutien supplémentaire des alliés pour les Russes blancs. Cette tentative échoua et elle retourna en Russie du Sud jusqu'à ce que la défaite de l'Armée Volontaire de Dénikine l'oblige à fuir la Russie pour toujours en mars 1920. Sophie Panine passa le reste de sa vie en exil, d'abord à Genève, où elle a vécu avec Astrov de 1921 à 1924. Ils y étaient représentants de l'une des principales associations d'émigrés russes, Zemgor. En 1924, elle a été invitée à Prague, en Tchécoslovaquie, par le gouvernement tchécoslovaque pour devenir directrice d'un centre communautaire pour les émigrés russes. Astrov meurt en 1934, et face à la prise de pouvoir des nazis en Tchécoslovaquie, elle quitta l'Europe en décembre 1938 pour les États-Unis. Après avoir vécu environ un an à Los Angeles, elle s'est installée à New York, où elle a collaboré avec Alexandra Tolstoï, la plus jeune fille de Léon Tolstoï, à la création de la Fondation Tolstoï. D'abord créée pour aider les émigrés russes bloqués en Europe alors que la menace de guerre grandissait, la Fondation Tolstoï est rapidement devenue une importante organisation d'aide aux prisonniers de guerre et aux personnes déplacées. Elle est morte à New York en juin 1956.